# American Chemical Society

Das Logo der Gesellschaft

Die American Chemical Society mit Sitz in Washington, D.C. ist eine 1876 gegründete wissenschaftliche US-amerikanische Fachgesellschaft, die die Forschung im Bereich der Chemie fördert; die ACS ist zudem ein bedeutender Herausgeber von wissenschaftlicher Fachliteratur im Bereich der Chemie.

## Geschichte

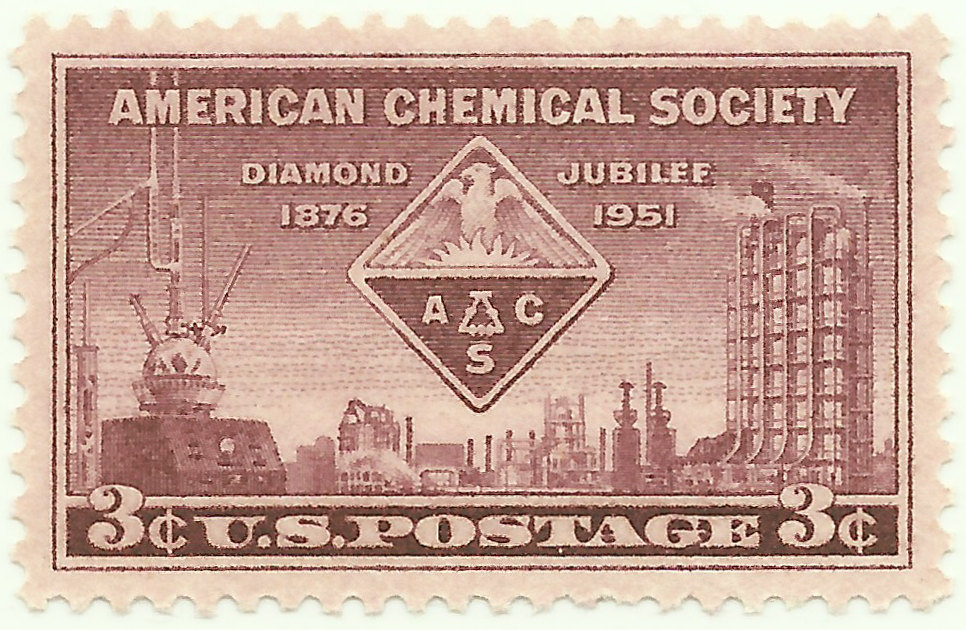
Briefmarke zu Ehren des 75-Jahre-Jubiläums im Jahr 1951

1874 versammelte sich eine Gruppe amerikanischer Chemiker im Joseph Priestley House, um den 100. Jahrestag von Priestleys Entdeckung von Sauerstoff zu feiern. Obwohl es zu dieser Zeit eine amerikanische wissenschaftliche Gesellschaft gab (die 1848 gegründete American Association for the Advancement of Science), veranlasste das Wachstum der Chemie in den USA die Versammelten, die Gründung einer neuen Gesellschaft in Betracht zu ziehen, die sich direkter auf Theorie und Anwendung der Chemie konzentrieren würde. Zwei Jahre später, am 6. April 1876, wurde während eines Treffens von Chemikern an der Universität der Stadt New York (heute New York University) die American Chemical Society gegründet. Die Gesellschaft erhielt 1877 ihre Gründungsurkunde vom Staat New York.
Obwohl Charles F. Chandler, Professor für Chemie an der Columbia University, maßgeblich bei der Organisation der Gesellschaft beteiligt war, wurde der Chemieprofessor der New York University, John William Draper, aufgrund seines nationalen Rufs zum ersten Präsidenten der Gesellschaft gewählt. Draper war ein Fotochemiker und Pionierfotograf, der 1840 eines der ersten fotografischen Porträts angefertigt hatte. Chandler wurde 1881 und 1889 als Präsident gewählt.
Im ACS-Logo, welches durch Tiffany & Co. entworfen worden war und seit 1909 benutzt wird, wird ein stilisiertes Symbol eines Fünf-Kugel-Apparats verwendet.

## Organisation
ACS hat über 158 000 Mitglieder. Offizielle Treffen zum gesamten Gebiet der Chemie finden zweimal im Jahr statt, dazu viele kleinere Konferenzen zu Spezialthemen. Die Amtszeit der Präsidenten beträgt ein Jahr.

## Tätigkeiten
Die ACS ist Herausgeber mehrerer Fachzeitschriften mit Peer-Review. Die älteste von ihnen ist das Journal of the American Chemical Society, auch JACS abgekürzt. Während viele Zeitschriften noch in gedruckter Form publiziert werden, erscheinen andere, wie z. B. die seit 2014 erscheinende Zeitschrift ACS Photonics, nur noch online.
Einige der von der ACS herausgegebenen Zeitschriften erreichen regelmäßig in den anerkannten Erhebungen einen hohen Impact Factor und liegen bei der Anzahl der Zitate im Spitzenbereich der entsprechenden Fachbereiche, etwa im Bereich Materialwissenschaften die Zeitschriften Nano Letters (Impact Factor 13,025 für 2013) oder ACS Nano (Impact Factor 12,062 für 2013).
2014 erhielten Publikationen in der großen Anzahl der Zeitschriften der ACS insgesamt ca. 2,6 Mio. Zitate. Mit der ACS-Zitierweise hat die American Chemical Society auch eine eigene Zitierweise entwickelt, die vorwiegend in der Chemischen Literatur zur Anwendung kommt.
Die ACS gibt keine vollständigen Open Access Zeitschriften heraus.
Allerdings existiert je nach Zeitschrift ein optionales Modell, Author Choice, bei dem Autoren einzelne Artikel unter Open Access veröffentlichen können sowie ein Modell Editor Choice, bei dem ausgewählte Artikel frei verfügbar gemacht werden.
In den letzten Jahren mehren sich in Europa kritische Stimmen, die auf die stark gestiegenen Kosten für die Konsortialverträge der großen Verlage mit den Universitäten aufmerksam machen. Die ACS, obwohl offiziell eine „non-profit“ Organisation, stellt hier keine Ausnahme dar und ist eine treibende Kraft der Zeitschriftenkrise. Die Mehrjahresverträge enthalten in der Regel hohe, profitorientierte, Preissteigerungen, die viele Universitäten zwingen andere Verträge mit Verlagen zu kündigen. Ein Parlamentsausschuss des „House of Commons“ hat dies schon 2004 beklagt und Änderungen angeregt.
Darüber hinaus ist die ACS auch Träger der US-amerikanischen Chemieolympiade, ihre Abteilung für Bildung gibt außerdem standardisierte Multiple-Choice-Tests für verschiedene Bereiche der Chemie heraus. Sie und ihre Fachsektionen vergeben zahlreiche Wissenschaftspreise, darunter den Eli Lilly Award in Biological Chemistry, den Ernest Guenther Award, die Willard Gibbs Medal, die Garvan-Olin-Medaille, den American Chemical Society Award in Pure Chemistry und den Pfizer Award in Enzyme Chemistry. Als höchste Auszeichnung der ACS gilt die Priestley-Medaille. Bis 2001 gab es den Dexter Award für Chemiegeschichte.

### Aktuell herausgegebene wissenschaftliche Fachzeitschriften
Die von der ACS herausgegebenen Zeitschriften sind mit Stand April 2025:
- Accounts of Chemical Research
- Accounts of Materials Research
- ACS Agricultural Science & Technology
- ACS Applied Bio Materials
- ACS Applied Electronic Materials
- ACS Applied Energy Materials
- ACS Applied Engineering Materials
- ACS Applied Materials & Interfaces
- ACS Applied Nano Materials
- ACS Applied Optical Materials
- ACS Applied Polymer Materials
- ACS Bio & Med Chem Au
- ACS Biomaterials Science & Engineering
- ACS Catalysis
- ACS Central Science
- ACS Chemical Biology
- ACS Chemical Health & Safety
- ACS Chemical Neuroscience
- ACS Earth and Space Chemistry
- ACS Electrochemistry
- ACS Energy Letters
- ACS Engineering Au
- ACS Environmental Au
- ACS ES&T Air
- ACS ES&T Engineering
- ACS ES&T Water
- ACS Food Science & Technology
- ACS Guide to Scholarly Communication
- ACS In Focus
- ACS Infectious Diseases
- ACS Macro Letters
- ACS Materials Au
- ACS Materials Letters
- ACS Measurement Science Au
- ACS Medicinal Chemistry Letters
- ACS Nano
- ACS Nanoscience Au
- ACS Omega
- ACS Organic & Inorganic Au
- ACS Pharmacology & Translational Science
- ACS Photonics
- ACS Physical Chemistry Au
- ACS Polymers Au
- ACS Reagent Chemicals
- ACS Sensors
- ACS Sustainable Chemistry & Engineering
- ACS Sustainable Resource Management
- ACS Symposium Series
- ACS Synthetic Biology
- Advances in Chemistry
- Analytical Chemistry
- Artificial Photosynthesis
- Biochemistry
- Bioconjugate Chemistry
- Biomacromolecules
- Chemical & Engineering News
- Chem & Bio Engineering
- Chemical & Biomedical Imaging
- Chemical Research in Toxicology
- Chemical Reviews
- Chemistry of Materials
- Crystal Growth & Design
- Energy & Fuels
- Environment & Health
- Environmental Science & Technology
- Environmental Science & Technology Letters
- Industrial & Engineering Chemistry Research
- Inorganic Chemistry
- JACS Au
- Journal of Agricultural and Food Chemistry
- Journal of Chemical & Engineering Data
- Journal of Chemical Education
- Journal of Chemical Information and Modeling
- Journal of Chemical Theory and Computation
- Journal of Medicinal Chemistry
- Journal of Natural Products
- Journal of Organic Chemistry
- The Journal of Physical Chemistry A
- The Journal of Physical Chemistry B
- The Journal of Physical Chemistry C
- Journal of Physical Chemistry Letters
- Journal of Proteome Research
- Journal of the American Chemical Society
- Journal of the American Society for Mass Spectrometry
- Langmuir
- Macromolecules
- Medicinal Chemistry Reviews
- Molecular Pharmaceutics
- Nano Letters
- Organic Letters
- Organic Process Research & Development
- Organometallics
- Photon Science
- Polymer Science & Technology
- Precision Chemistry

### Ehemalige oder eingestellte Fachzeitschriften
- ACS Combinatorial Science (Einstellung 2020)
- Today's Chemist at Work (1992–2004)[12][13]